# الیکایی‌مورچه گلوشطرنجی
الیکایی‌مورچه گلوشطرنجی (نام علمی: Epinecrophylla fulviventris) یا الیکایی‌مورچه شکم‌حنایی یا گلونقطه‌ای گلوشطرنجی یک پرنده گنجشک‌سان کوچک از خانواده مورچه‌مرغ‌ها است. به‌طور سنتی در سردهٔ مورچه‌گیرک‌ها قرار می‌گرفت، اما به همراه سایر اعضای گروه موسوم به «گروه گلونقطه‌ای» اکنون در سردهٔ جدید مرده‌برگ‌نشین‌ها قرار می‌گیرد. این موضوع توسط کار مولکولی، رفتار، آوا و ریخت‌شناسی پشتیبانی می‌شود. اکنون به عنوان آرایه تک‌نماد در نظر گرفته می‌شود و شامل زیرگونه پیشین E. f. costaricensis و E. f. salmoni است.
این گونه یک زادآور ساکن در مناطق گرمسیری آمریکای مرکزی و جنوبی از جنوب شرق هندوراس تا غرب اکوادور است. در آمریکای مرکزی، در دشت‌های کارائیب و کوهپایه‌ها تا ارتفاع ۷۰۰ متری یافت می‌شود.